# Serge Houde
Serge Houde est un acteur québécois né le 16 février 1953.

## Filmographie

### Cinéma
- 1989 : Empire of Ash III : 2nd Shepherd
- 1991 : The Resurrected de Dan O'Bannon : Physicien
- 1992 : Le Portrait (The Portrait) : John Schroeder
- 1992 : Telemaniacs (Stay Tuned) : Yogi Beer
- 1992 : North of Pittsburgh : Simpson
- 1993 : Fausse piste (Breaking Point) : IA investigator
- 1993 : Tomcat: Dangerous Desires : Dr. Pace
- 1993 : De l'amour et des restes humains (Love & Human Remains) : The Cowboy
- 1993 : Allô maman, c'est Noël (Look Who's Talking Now) : Maitre D'
- 1994 : Highway of Heartache
- 1994 : Windigo : major Binette
- 1994 : Octobre : Pierre Laporte
- 1995 : The Wrong Woman : Investor
- 1995 : Liste noire : ministre Paul Rhéaume
- 1996 : Midnight in Saint Petersburg : Dr. Vestry
- 1997[réf. nécessaire] : Little Men : John Brooke
- 1997 : Hawk's Vengeance : Durkee
- 1997 : État d'urgence (film) (The Peacekeeper) : Secretary of Defence
- 1997 : Dancing on the Moon : Joseph Morrison (Morrisset, french version)
- 1997 : Le Chacal (The Jackal) : Beaufres
- 1998 : Sublet : CIA Director Price
- 1998 : Les Dessous du crime (Dead End) : Captain Balfour
- 1998 : The Sleep Room : Mr. Lachance
- 1999 : Running Home : Ray
- 1999 : Requiem for Murder : P.M. Courtland
- 1999 : Le Dernier Souffle : Sheriff Mitchum
- 1999 : Taxman
- 1999 : Grey Owl, celui qui rêvait d'être indien (Grey Owl) : Second Hunter
- 2000 : Éternelle vengeance (Revenge) : Surgeon
- 2000 : Wilder : Walker Grimes
- 2001 : Témoins en sursis (Hidden Agenda) : Paul Elkert
- 2001 : The Score (film) : Laurent
- 2002 : Pluto Nash (The Adventures of Pluto Nash) : FBI Agent
- 2003 : La Paye (Paycheck) : Dekker
- 2004 : Les Notes parfaites (The Perfect Score) : Kurt Dooling
- 2004 : Manners of Dying : Harry Parlington
- 2004 : The Agent (vidéo) : The Farmhand
- 2005 : Eighteen (en) : Earl
- 2006 : Sisters de Douglas Buck : inspecteur Kalen
- 2007 : La Belle Empoisonneuse de Richard Jutras : monsieur Angelopoulos, père de Homère
- 2008 : Le Jour où la Terre s'arrêta : scientifique
- 2008 : Demain de Maxime Giroux : Richard
- 2009 : Grace de Paul Solet : Henry Matheson
- 2014 : Lonesome Dove Church de Terry Miles : Charles Stone
- 2016 : Ma vie de chat de Barry Sonnenfeld : Stein

### Télévision

#### Séries télévisées
- 1988 : Murphy, l'art et la manière d'un privé très spécial (Murphy's Law) : Ed (1988-1989)
- 1989 : Un flic dans la mafia (saison 3, épisodes 4 & 7) : Agent #1 / N.D. Agent
- 1989-1990 : MacGyver
  - (saison 4, épisode 11 : La bataille de Tommy Giordano) : avocat
  - (saison 6, épisode 2 : Un geste d'humanité) : Le délégué français
- 1992 : Urban Angel (saison 2, épisode 7) : Commandant
- 1992 : Vivre à Northwood (4 épisodes)
- 1994 : Fais-moi peur ! (saison 4, épisode 10) : Capt. Bill
- 1995 : Aventures dans le Grand Nord (saison 1, épisodes 3 / 6) : Sergent / McTavish
- 1996 : Space Cases (saison 1, épisode 5) : Neinstein
- 1996 : Chercheurs d'or (mini-série) : Sprague
- 1997 : Paparazzi : Rodrigue Gagnon
- 1997 : Omerta 2, la loi du silence (mini-série, épisode 14) : Raymond Garceau
- 1997 : Lobby (saison 1, épisode 5) : Collins
- 1998 : The Mystery Files of Shelby Woo (saison 4, épisode 13) : Dan Kellerman
- 1998 : L'Ombre de l'épervier (saison 1, épisodes 11 & 12) : Paul Roy
- 1998-1999 : Les prédateurs (épisodes 1x20 / 2x07) : Louis Barnsdall / M. Bigelow
- 1999 : Misguided Angels (saison 1, épisode 13) : Seymour Farkel
- 1999-2000 : TV business (saison 1, épisodes 17 & 20) : Dr Rick Gdansk
- 2000 : Harsh Realm (saison 1, épisode 5) : Dr Goines
- 2001-2003 : Largo Winch (Largo Winch: The Heir) (35 épisodes) : John Sullivan
- 2002 : Disparition (mini-série, épisode 4) : Autorité civile
- 2002-2003 : Cold Squad, brigade spéciale (saison 6, épisodes 5, 6 & 12) : Sgt. William Casey
- 2002 / 2009 : Smallville (épisodes 1x19, 2x09 / 8x22) : Priest / John Frankle
- 2003 : John Doe (saison 1, épisode 14) : Sour
- 2004 : Dead Like Me (saison 2, épisode 1) : Thérapeute
- 2004 : Dead Zone (saison 3, épisode 9) : Max Kolchak
- 2005 : Into the West (mini-série) : Enoch Wheeler
- 2006 : Da Vinci's City Hall (saison 1, épisodes 9 & 10) : Premier Ministre Lucien Arcand
- 2006 : Les derniers jours de la planète Terre (saison 1, épisodes 1 & 2) : Korshaft
- 2006 / 2013 : Supernatural (épisodes 2x04 / 8x15) : Dr Mason / Ed Stoltz
- 2007 : Exes & Ohs (saison 1, épisodes 4 & 6) : Charles, père de Sam
- 2008 : Le Diable et moi (saison 1, épisode 14) : Cubby Bryce
- 2009 : Iron Road (mini-série) : George Grant
- 2009 : Chabotte et fille (saison 1, épisode 2) : Serge Vaillancourt
- 2010 : Human Target (saison 1, épisode 8) : Lecavalier
- 2010 : Rookie Blue (saison 1, épisode 2) : Anton Hill
- 2010-2011 : Les rescapés (10 épisodes) : Ben McRae
- 2010 / 2012 : Fringe (épisodes 2x16 / 5x04) : General Hayes / Loyalist Commander
- 2011 : Les Kennedy (The Kennedys) (mini-série) de Jon Cassar : Sam Giancana
- 2011 : Mortal Kombat : Docteur
- 2011 / 2014 : Enquêteur malgré lui (épisodes 6x09 / 8x03) : Vineyard Owner / Hornstock's Dad
- 2011-2016 : Mirador (épisodes 2x10, 3x04 & 3x06) : Christian Garda
- 2012 : Facing Kate (saison 2, épisode 2) : Dr Laventhol
- 2013 : Goodnight for Justice (mini-série, épisode 3) : Banker
- 2013 : Arrow (saison 1, épisode 12) : Juge Brackett
- 2013 : Motive (saison 1, épisodes 3 / 10) : DeAngelo / Prison Guard
- 2013 : Played (saison 1, épisode 1) : David Thorpe
- 2013 : Hell on Wheels : L'Enfer de l'Ouest (saison 3, épisodes 1, 6 & 10) : Congressman Oakes Ames
- 2014 : The Killing (saison 4, épisode 3) : Principal Lee Duvergne
- 2014-2017 : Les pêcheurs (5 épisodes) : Père de Martin
- 2015 : 19-2 (saison 2, épisode 3) : Leon the Tourette's Guy
- 2015 : Jaguars : Retired Captain
- 2015 : Le cœur a ses raisons (saison 2, épisode 1) : Juge Parker
- 2015-2017 : iZombie (épisodes 1x03, 2x03 & 3x07) : Donald Thorne / High Priced Lawyer
- 2016 : Blue Moon (6 épisodes) : Directeur conseil sécurité
- 2016-2019 : Chesapeake Shores (10 épisodes) : Del Granger
- 2017 : Somewhere Between (4 épisodes) : Richard Ruskin
- 2018 : Les Désastreuses Aventures des orphelins Baudelaire (saison 2, épisode 7) : Milt
- 2018 : Trial & Error (saison 2, épisodes 4, 7 & 10) : Milton Buckley / Houseboy
- 2019 : Wu Assassins (saison 1, épisode 9) : The Duke
- 2019 : Get Shorty (saison 3, épisode 4) : Bishop Young
- 2020 : Home Before Dark (saison 1, épisodes 1 / 4 & 5 ) : Roger Goff - Gruff Neighbor / Roger Collins
- 2021 : V.C. Andrews' Landry Family (saison 1, épisode 1) : Jack

#### Téléfilms
- 1991 : La Malédiction 4 : L'Éveil (Omen IV: The Awakening) : Morris Creighton
- 1991 : Silent Motive : Officier
- 1996 : Midnight in Saint Petersburg : Dr Vestry
- 1996 : Pretty Poison : Mueller
- 1996 : Windsor Protocol : Montreal Police Captain
- 1997 : Natural Enemy : Mitchell Sherwood
- 1998 : La Guerre de l'eau : Turnock
- 1999 : Justice : Premier Ministre canadien
- 1999 : P.T. Barnum : John Genin
- 1999 : Revenge of the Land : Whitby
- 2000 : Task Force: Caviar : Drolet
- 2001 : Largo Winch : John Sullivan
- 2002 : L'Autre Côté du rêve (Lathe of Heaven) : juge
- 2004 : A Beachcombers Christmas : Randolph Kendall
- 2006 : The Hunters : CIA Agent Donnelly
- 2006 : Proof of Lies : Dr Jack Gannon
- 2006 : Femmes d'exception (Four Extraordinary Women) : Bill
- 2006 : L'Héritage de la peur (Legacy of Fear) : Chef policier Ray Blum
- 2006 : Pour vivre un grand amour (Home by Christmas) : Richard Klassen
- 2007 : Danger en altitude (Destination: Infestation) : capitaine Dan McReady
- 2008 : L'Invité de Noël (The Most Wonderful Time of the Year) : Stephen Windom
- 2009 : The Gambler, the Girl and the Gunslinger : Marshal
- 2009 : The Good Times Are Killing Me : Cameron Derby
- 2010 : Prêt à tout (Elopement) : Dr Kazinski
- 2011 : Un peu, beaucoup, à la folie (He Loves Me) : Butcher
- 2011 : Plus jamais cela (No Surrender) : Détective Wilson
- 2011 : Le Visage d'un prédateur (Good Morning Killer) : Vince
- 2012 : Un bébé devant ma porte (Notes from the Heart Healer) : Steeve, le patron de Violet
- 2012 : Le Pacte de Noël (Hitched for the Holidays) : Butch Marino
- 2013 : Le Jour de l'Apocalypse (End of the World) : Général Ramis
- 2013 : Intuition maternelle (Dangerous Intuition) : Détective Debrinsky
- 2014 : L'Amour de mes rêves (In My Dreams) : vieil homme
- 2014 : Run for Your Life : Tyler Stone
- 2014 : Heavenly Match : Ed Newman
- 2014 : Santa Hunters : Principal Welch
- 2015 : Mix : Pete the Delivery Guy
- 2016 : Un coach pour la Saint-Valentin (All Things Valentine) : Roy
- 2016 : En route vers le mariage (The Wedding March) : Johnny
- 2016 : Unclaimed : Mayor
- 2016 : Qui a tué la petite JonBenet ? (Who Killed JonBenét?) : Attorney Byron Burroughs
- 2017 : Sleepwalking in Suburbia : Dr Thorston
- 2017 : Quelques milliards pour une veuve noire (Deadly Attraction) : Larry
- 2017 : All of My Heart: Inn Love : Mitchell
- 2017 : Final Vision : Juge Franklin Dupree
- 2018 : Un amour de Saint-Valentin (Wedding March: Here Comes the Bride) : Johnny
- 2018 : Noël entre filles (Christmas on Holly Lane) : Oscar
- 2018 : Un fiancé à louer pour Noël (Mingle All the Way) : Reginald Hoffman
- 2020 : L'Amour de sa vie (Love in Winterland) : Walter Sprodling
- 2020 : Vivement noël ! (If I Only Had Christmas) : Henry
- 2020 : Christmas She Wrote : Brian
- 2021 : Un amour de boulanger (The Baker's Son) de Mark Jean : Jean Pierre Duval
- 2021 : The Long Island Serial Killer: A Mother's Hunt for Justice : Coletti
- 2021 : A Little Daytime Drama : Walter Fairchild / Ted Gerard